# خوسيه موغيرزا
خوسيه موغيرزا أنتينوا (بالإسبانية: José Muguerza Anitúa)‏ (15 سبتمبر 1911 – 23 أكتوبر 1984) لاعب كرة قدم إسباني راحل كان يجيد اللعب في خط الوسط .
لعب طوال مسيرته الرياضية في أندية أتلتيك بيلباو (1928-1936).
مثل منتخب إسبانيا في 9 مباريات (1930-1936). شارك مع منتخب إسبانيا في بطولة كأس العالم 1934 في إيطاليا حيث خرج من الدور الربع النهائي.

## وصلات خارجية
- سيرة ذاتية